# EN2 (Mosambik)

Einordnung der EN2 im mosambikanischen Fernstraßennetz

Die Nationalstraße EN2 (portugiesisch: Estrada Nacional Número Dois), auch Swaziland-Maputo Highway genannt, ist eine Fernstraße im Süden von Mosambik. Sie verläuft von der eswatinisch-mosambikanischen Grenze zur Hafenstadt Matola und dient schwerpunktmäßig dem Frachtverkehr von und zum Ballungsraum Maputo. Sie ist Teil des Goba Corridor, einer Verkehrsentwicklungszone im Süden Mosambiks und in den angrenzenden Teilen Eswatinis.

## Bedeutung
Die EN2 hat für den Im- und Exportwarenstrom von Eswatini große Bedeutung, da sie für das Binnenland den kürzesten Landweg zu einem leistungsfähigen und modern ausgestatteten Hochseehafen darstellt. Besonders der Zuckerrohranbau und dessen weiterverarbeitende Betriebe in Eswatini profitieren von dieser Straßenverbindung. Wesentliche Anteile der hier transportierten Frachtgüter laufen über das eswatinische Güterverkehrszentrum Matsapha Industrial Estate in Manzini.
Auch seitens der mosambikanischen Regierung gilt die Straßenverbindung als bedeutsam, sie wird in regelmäßigen Abständen gewartet und wurde von der SADC 2012 als „strategisch wichtige Straße“ eingestuft.

## Streckenverlauf
Der Streckenverlauf der EN2 beginnt an der Grenze zwischen Eswatini und Mosambik in der Stadt Namaacha, wo sie den Verkehr von der Nationalstraße MR3 über den Grenzübergangspunkt (24 Stunden geöffnet) von Lomahasha aus dem Nachbarland aufnimmt bzw. an dieses abgibt. Nach der mosambikanischen Grenzstation Namaacha erstreckt sich die Straße in östliche Richtung und nimmt eine aus Süden vom Grenzübergang Mhlumeni/Goba kommende Straße sowie bei Boane die aus Norden heranführende Regionalstraße R251 auf. Etwa fünf Kilometer weiter erreicht sie die Stadt Boane. Hier kreuzt sie eine Eisenbahnstrecke, die ebenfalls aus Eswatini kommt und weiter nach Maputo führt. Von Boane in östlicher Richtung verlaufend, quert sie erneut eine Eisenbahnstrecke aus dem Süden von der Stadt Bela Vista kommend. Danach wendet sich die EN2 nach Nordosten, erreicht den westlichen Ausläufer der Maputo-Bucht und trifft kurz danach auf die Stadt Matola, wo sich ein großes Areal des Hafens von Maputo befindet. In Matola erreicht sie die Nationalstraße EN4 nahe der mosambikanischen Hauptstadt Maputo, die sie von ihren westlichen Außenbezirken bis in das Stadtzentrum erschließt. Unweit des Hafengebiets von Maputo zweigt hier die Nationalstraße EN1 ab.

## Weblink
- Administração Nacional de Estradas. ANE - Webpräsenz der nationalen Straßenverwaltung. auf www.ane.gov.mz (portugiesisch)